# Комодор Амига 1500
Комодор Амига 1500 (AMIGA 1500) је кућни рачунар, производ фирме Комодор (Commodore) који је почео да се израђује у Немачкој током 1990. године.
Користио је Motorola 68000 као централни микропроцесор а RAM меморија рачунара AMIGA 1500 је имала капацитет од 1 MB на плочи. 
Као оперативни систем кориштен је AMIGA WorKBench 1.3, Kickstart 2.04.

## Детаљни подаци
Детаљнији подаци о рачунару AMIGA 1500 су дати у табели испод.
|                       |                                                                                       |
| [ 1 ]                 |                                                                                       |
| Произвођач            | Комодор                                                                               |
| Тип                   | кућни рачунар                                                                         |
| Меморија              | 1 на плочи                                                                            |
| Поријекло             | Њемачка                                                                               |
| Година                | 1990                                                                                  |
| Тастатура             | Пуни помак тастера, 102 тастера са нумеричком тастатуром, функцијски и тастери смјера |
| Процесор              |                                                                                       |
| Фреквенција процесора | 7,14                                                                                  |
| RAM                   | 1 на плочи                                                                            |
| ROM                   | 256 KB                                                                                |
| Текст                 | 60 или 80 стубова x 32 линије                                                         |
| Графика               | од 320 x 256 до 640 x 512 (као A2000)                                                 |
| Боја                  | од 32 до 4096 (као A2000)                                                             |
| Звук                  | 4 гласа, 8-битни PCM                                                                  |
| Димензије             | 39 са монитором, штампачем и тастатуром                                               |
| Портови               |                                                                                       |
| Оперативни систем     |                                                                                       |